# Culicoides alachua
Culicoides alachua är en tvåvingeart som beskrevs av Jamnback och Wirth 1963. Culicoides alachua ingår i släktet Culicoides och familjen svidknott.